# 謝韋爾內火山
謝韋爾內火山是俄羅斯的火山，位於沃亞姆波利斯基火山以東的堪察加半島中部，屬於中部山脈的一部分，火山底部直徑12公里，海拔高度1,936米，山體在全新世形成，最近一次火山噴發在約3,500年前發生。